# Electrogena boluensis
Electrogena boluensis is een haft uit de familie Heptageniidae. De wetenschappelijke naam van de soort is voor het eerst geldig gepubliceerd in 1990 door Kazanci.
De soort komt voor in het Palearctisch gebied.